# Gendarmerie nationale
La Gendarmerie nationale (Gendarmeria nazionale) è una delle Forze armate francesi, di tipo gendarmeria, che svolge anche attività di Polizia civile e Polizia militare, che ha giurisdizione nei piccoli centri abitati, centri rurali, e nelle località di confine della Francia.
In quanto corpo Militare svolge anche attività di difesa dei confini nazionali e missioni all'estero.
È posta sotto il controllo del Ministero delle forze armate francesi durante le operazioni militari, mentre risponde al Ministero dell'interno e d'oltremare durante le normali operazioni di polizia. Il motto della Gendarmerie è: «Pour la Patrie, l'Honneur et le Droit» (Per la Patria, l'Onore e il Diritto).

## Storia
Il corpo fu creato in origine nel Medioevo per sedare le rivolte dei Piedi Blu, i tintori che spinti dalle corporazioni, manifestavano disperati a causa della crisi del loro settore. Allora gli appartenenti al corpo erano chiamati gente in armi.
Le principali date della sua storia sono:
- 1373: ordinanza di creazione come maréchaussée di Francia.
- 1536: editto di Parigi che ne definisce le missioni, in particolare la sorveglianza delle "grandi strade".
- 1720: creazione delle squadre (da 4 a 5 uomini ogni 15–20 km).
- 1791: la Maréchaussée diventa Gendarmeria nazionale.

Ha partecipato ai conflitti:
- Battaglia di Hondschoote 1793
- Battaglia di Villodrigo 1812
- Battaglia di Taguin 1843
- Assedio di Sebastopoli 1855
- seconda guerra mondiale

### Dopoguerra
Nel dopoguerra è stata impegnata nella Guerra d'Indocina (1945-1954) e in Algeria francese.
Nel 1972 l'arruolamento è stato aperto alle donne.
Inoltre dal 1984 ad oggi è stata presente in altre missioni militari all'estero: Libano, Algeria, Kosovo, Ruanda, Costa d'Avorio, Bosnia ed Erzegovina.
Tra il 2004 e il 2008, la Gendarmeria fu comandata dal generale dell'esercito Guy Parayre. Fu la prima volta dal 1947 che un militare fu alla testa del corpo. I civili che avevano assunto precedentemente tale ruolo venivano tradizionalmente dalla magistratura o dal corpo prefettizio.
Dal 2009 la Gendarmeria Nazionale, che fa parte delle forze armate francesi, è stata assegnata al Ministero degli Interni insieme alla Polizia Nazionale e alla Sicurezza Civile.

## Attività e funzioni
I gendarmi sono abitualmente incaricati del mantenimento dell'ordine nelle zone rurali ed extraurbane e per controllare le frontiere, mentre la Police nationale opera nelle zone urbane.
La gendarmeria svolge missioni di diverso tipo e che richiedono diverse specializzazioni:
- Missioni amministrative: mantenimento dell'ordine, assistenza e soccorso, circolazione stradale, polizia amministrativa;
- Missioni giudiziarie;
- Missioni militari: difesa operativa del territorio, preparazione della mobilitazione, polizia militare.

## Organico
Effettivi: 100.488

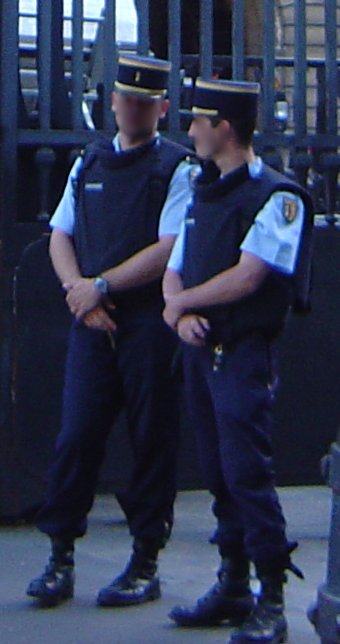
La Gendarmeria assicura la guardia al Palazzo di Giustizia di Parigi

Il personale militare è così ripartito:
- 6.732 ufficiali e 71.794 sottufficiali di gendarmeria;
- 481 ufficiali e 4.650 sottufficiali dei corpi tecnici ed amministrativi;
- 12.862 aspiranti provenienti dal volontariato (AGIV) e gendarmi aggiunti volontari (GAV);
- 3.954 unità civili;
- 15 ufficiali d'armi.

### Ruoli speciali nell'ambito della gendarmeria

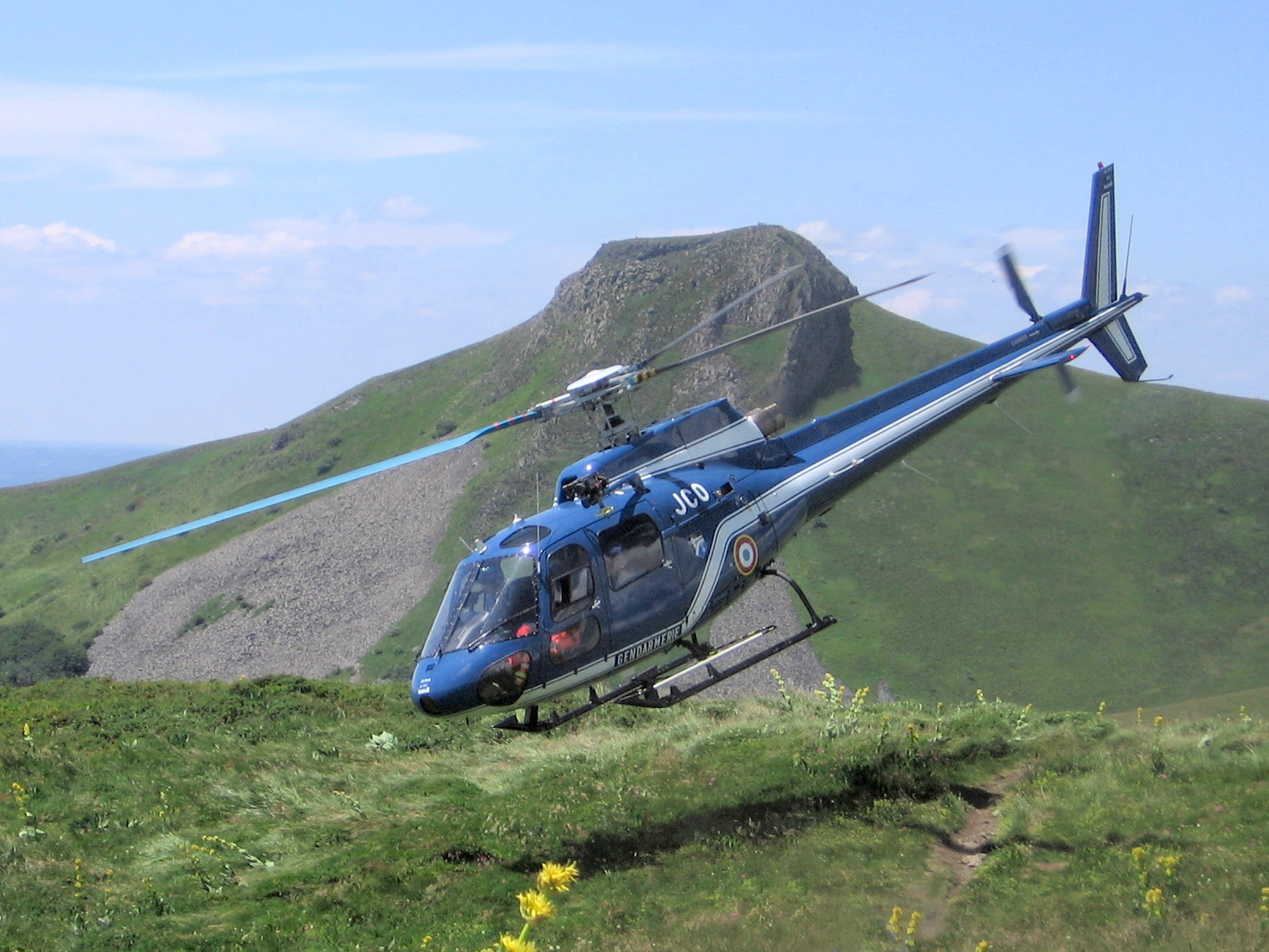
Elicottero per il soccorso alpino

- Conduttore di cani
- Pilota di elicottero
- Gendarme di montagna - PGHM
- Sommozzatore
- GSIGN
- Speleologo
- Polizia scientifica - IRCGN
- Informazioni e telecomunicazioni
- Pilota di motovedetta

## Organizzazione
Al vertice vi è il direttore generale (DGGN) che può essere civile o militare. Dal 1º ° novembre 2019 è il generale dell'esercito Christian Rodriguez.
La gendarmeria è suddivisa in varie specialità. È presente sull'intero territorio francese ed effettua anche missioni all'estero.

### Direzione generale della Gendarmeria Nazionale
È stata insediata dal 1969 in rue St. Didier, nel XVIarrondissement di Parigi.
Col passare degli anni però la necessità di nuovo spazio ha reso necessaria l'apertura di undici nuove sedi ripartite nella capitale e nelle vicine periferie, come a Malakoff (92) o Issy les Moulineaux (92), a Pontoise (95) o Rosny-sous-Bois (93).

### Gendarmeria dipartimentale

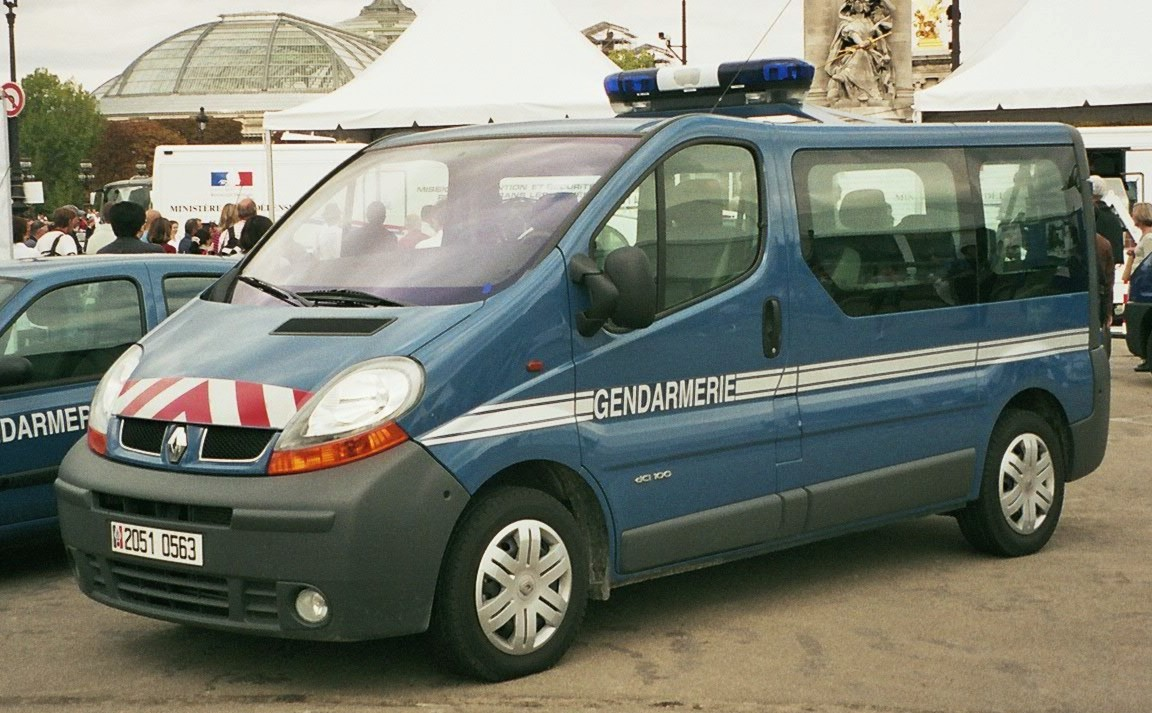
Furgone della Gendarmeria

La gendarmeria dipartimentale è caratterizzata dal costante contatto con la popolazione. Assicura principalmente lo svolgimento di compiti di polizia giudiziaria e di polizia amministrativa.
È soprannominata la Blanche (la bianca) a causa del colore delle sue insegne.
L'entità di base è la brigata (squadra) di gendarmeria, composta da un numero di unità variabile da 6 a 40 e generalmente competente per la sua zona (canton) o dipartimento amministrativo.
Le brigate possono essere autonome od organizzate in un Gruppo facente capo ad una unità di controllo.
Ogni brigata assicura la sorveglianza 24 ore al giorno del territorio di uno o più comuni ed inoltre gestisce il proprio ufficio al pubblico dove riceve lamentele, denunce e da dove partono le inchieste amministrative e giudiziarie e da dove risponde alle chiamate d'emergenza.
Le brigate di un arrondissement formano una compagnia. Le compagnie di un dipartimento formano un raggruppamento e raggruppamenti di una regione amministrativa formano la cosiddetta regione. Questo dalla riorganizzazione territoriale del 1º luglio 2005. In precedenza le regioni erano sostituite dalle legioni.
Oggi si contano 22 regioni di gendarmeria dipartimentale.
Quindi ad ogni livello gerarchico della gendarmeria dipartimentale corrisponde un livello dell'amministrazione del territorio. Ogni livello gerarchico è comandato da un ufficiale, responsabile delle unità della gendarmeria dipartimentale collocata sotto la sua autorità. Egli è il corrispondente incaricato della sicurezza pubblica dall'autorità amministrativa.
Attualmente esistono circa 3 600 brigate.
Oltre alle brigate, la gendarmeria dipartimentale annovera tra le sue file alcune unità specializzate:
- Il plotone di sorveglianza e di intervento della gendarmeria (PSIG), inquadrato nella Compagnia di Gendarmeria Dipartimentale, fornisce personale di rinforzo alle varie brigate in caso di necessità particolari.
- Le unità motorizzate sono gendarmi motociclisti che operano sulla rete stradale. Non dipendono dalla compagnia locale ma dallo Squadrone Dipartimentale di Sicurezza Stradale (EDSR), competente sull'insieme dei dipartimenti in cui è insediato. Nelle unità motorizzate si trovano le Brigate Motorizzate, i Plotoni Autostradali e le Brigate d'Intervento Rapido.
- Le brigate e le sezioni di ricerca sono specializzate in compiti di polizia giudiziaria. Assistono le varie brigate in caso di inchieste importanti e sono incaricate delle indagini che toccano la media e grande criminalità.

### Gendarmeria mobile

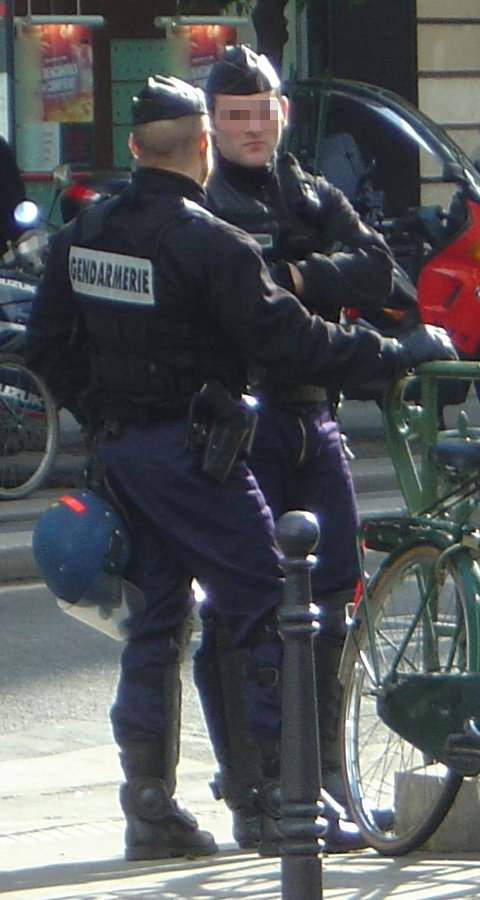
Due gendarmi della mobile in tenuta antisommossa.

Soprannominata la Gialla in ragione del colore dorato dei suoi galloni, la Gendarmeria Mobile è stata creata nella forma attuale nel 1921, perché la sua nascita risale agli inizi del XIX secolo.
I suoi compiti principali sono il ristabilimento ed il mantenimento dell'ordine pubblico, la sorveglianza e la difesa del territorio, la sorveglianza dei punti sensibili, il rafforzamento della Gendarmeria Dipartimentale e, da qualche anno, l'esecuzione delle operazioni esterne (OPEX).
La Gendarmeria Mobile è composta da:
- 24 raggruppamenti di cui uno blindato di stanza a Versailles;
- 123 squadroni;
- 17.350 effettivi.

Uno squadrone di Gendarmeria Mobile (EGM) è composto da:
- 121 unità.
- 4 plotoni di operativi di cui 1 di intervento (PI).
- 1 plotone ausiliario logistico ed amministrativo.

Esistono 2 tipi di squadrone: quello trasportato e lo squadrone VBRG, dotato di Veicolo Blindato a Ruote della Gendarmeria.

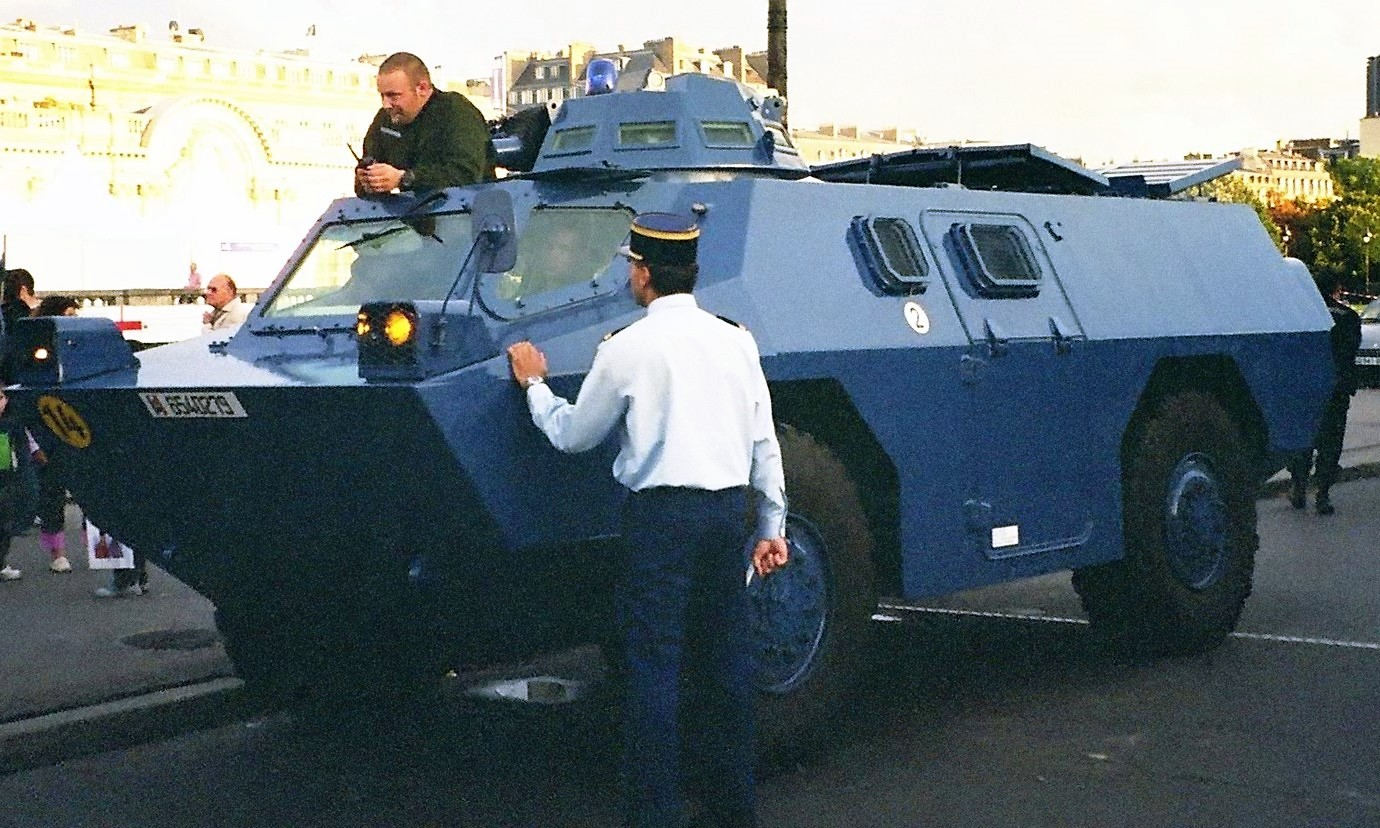
Il VBRG della Gendarmerie

Ogni squadrone è identificato da una sequenza numerica (per esempio 15/6 è il numero dello squadrone di Nîmes).
La prima cifra indica il numero di raggruppamento della Gendarmeria Mobile di appartenenza, la seconda cifra indica il numero di squadrone nel raggruppamento e la terza indica l'ex legione di appartenenza.
Il GSIGN è il Raggruppamento di Sicurezza ed Intervento della Gendarmeria Nazionale ed è composto dal GIGN (Gruppo di intervento della Gendarmeria Nazionale), dal EPIGN (Squadrone paracadutisti d'intervento della Gendarmeria Nazionale) e dal GSPR (Gruppo di sicurezza della Presidenza della Repubblica). Il GSIGN è parte integrante della Gendarmeria Mobile.
I riservisti della Gendarmeria Mobile sono raggruppati in squadroni delle Riserve della Gendarmeria Mobile (ERGM), la cui organizzazione e denominazione sono simili a quelle dei reparti operativi: per esempio l'ERGM 124/1 è quello di stanza a Maisons-Alfort.
La prima cifra indica lo squadrone della riserva, la seconda il numero del raggruppamento della gendarmeria mobile di appartenenza; la terza il numero di squadrone nel raggruppamento e la quarta il numero della ex legione di appartenenza.
I riservisti della Gendarmeria Mobile non sono autorizzati a servire al mantenimento dell'ordine, ma sono adoperati piuttosto nel servizio d'ordine, ad esempio in occasione di grandi avvenimenti, od in rinforzo di unità della Gendarmeria dipartimentale.

### Unità di gendarmeria specializzate
- La gendarmeria marittima

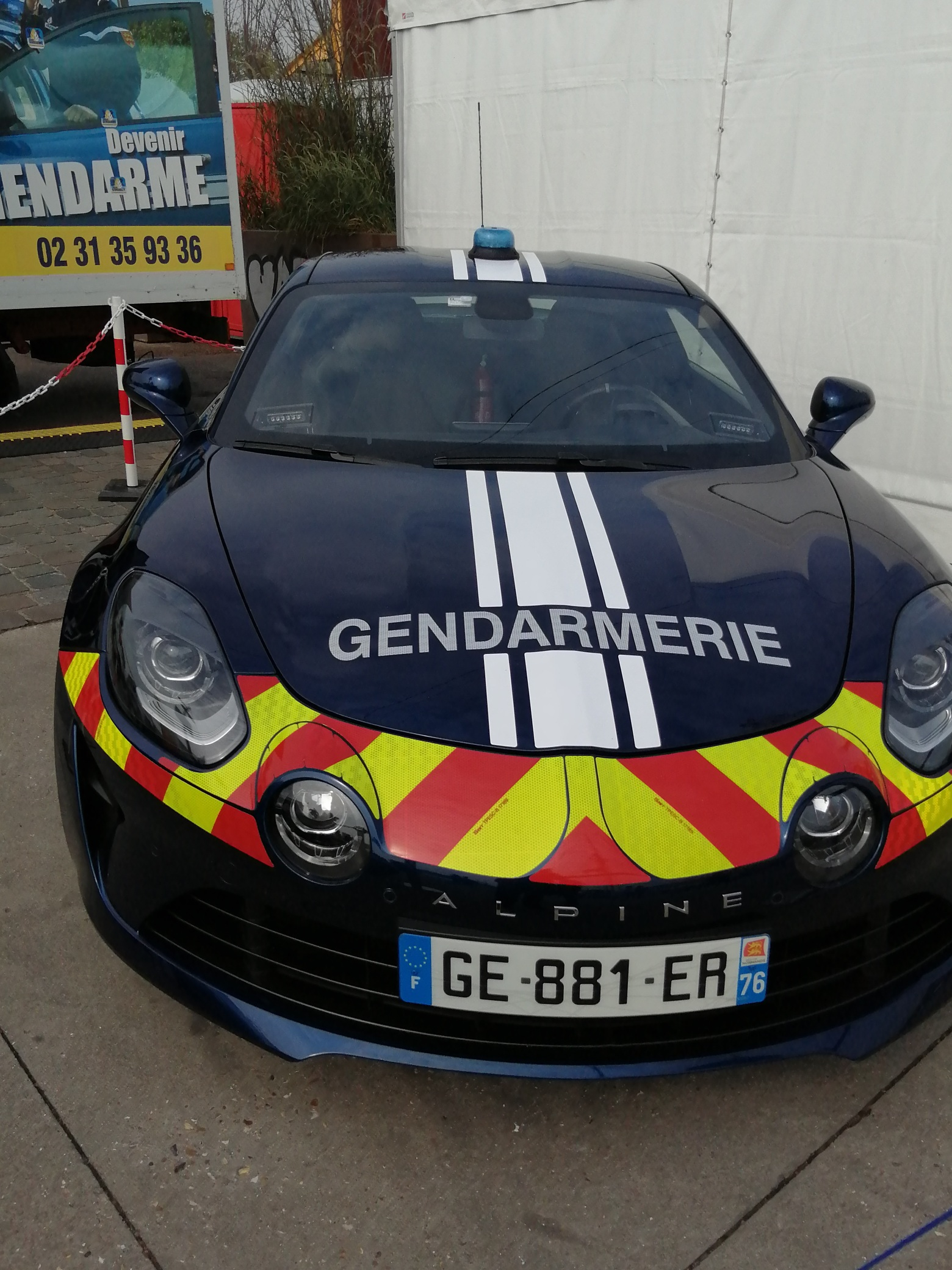
Renault Alpine della gendarmeria nazionale vista di fronte.

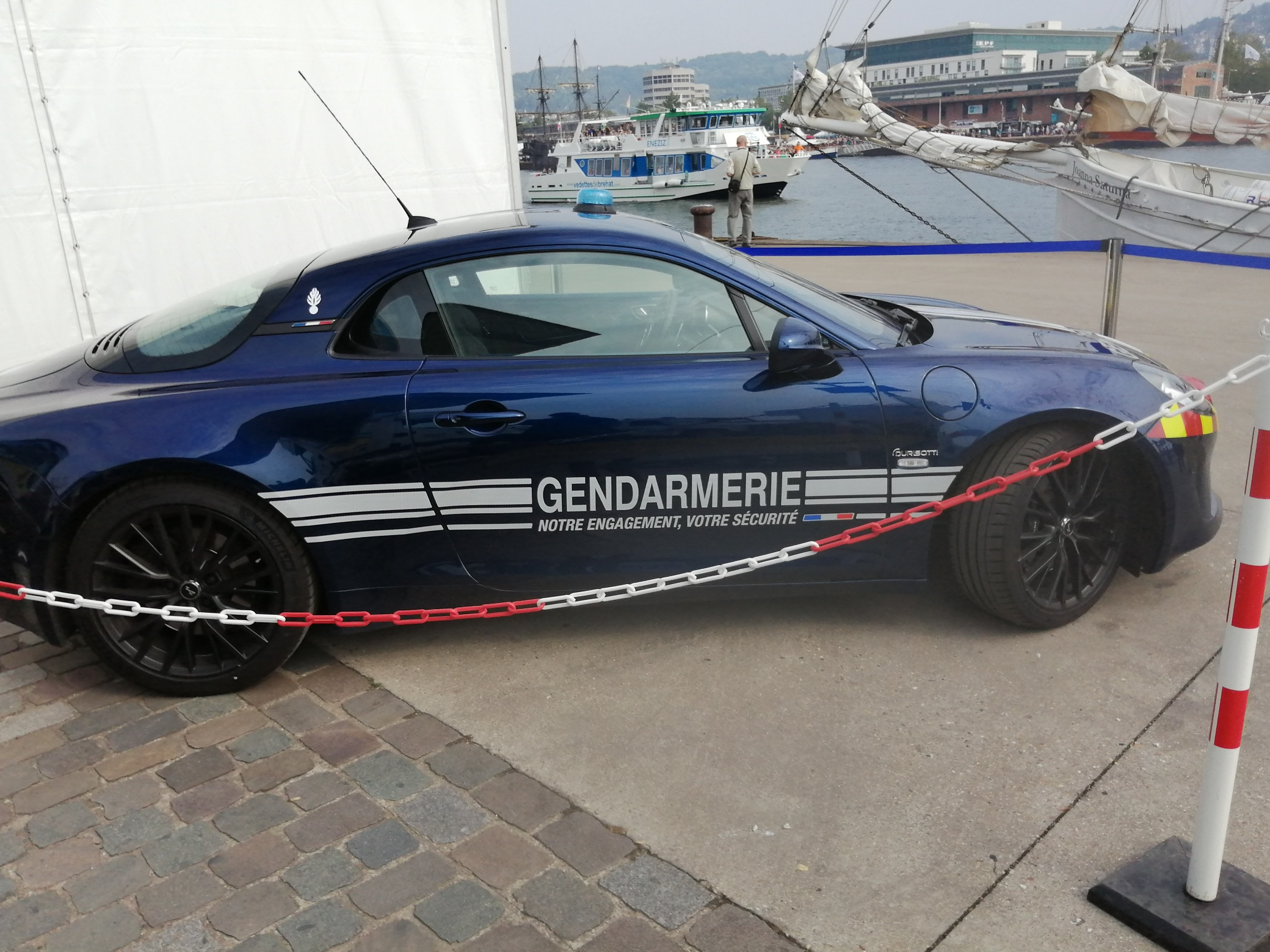
Renault Alpine della gendarmeria nazionale vista lateralmente.

Questa unità è alle dipendenze del capo di Stato Maggiore della marina.
I suoi compiti:
- missioni di salvataggio e di polizia in mare
- missioni di polizia giudiziaria sotto l'autorità della procura della repubblica
- protezione delle basi della marina

I suoi effettivi sono 1 500 che dispongono di una trentina di pattugliatori e motovedette distribuiti lungo tutte le coste francesi
- Gendarmeria dell'aria
- Gendarmeria dei trasporti aerei
- Gendarmeria dell'armamento
- Gendarmeria per la sicurezza delle armi nucleari

#### Sottufficiali di sostegno tecnico ed amministrativo della gendarmeria
- Armieri (ARM)
- Affari immobiliari (AI)
- Tipografi (IL)
- Amministrazione (ADM)
- Mezzi blindati (AEB)
- Infermieri (MITHA)
- Ristorazione collettiva (RC)

### Specialità

#### Guardia repubblicana

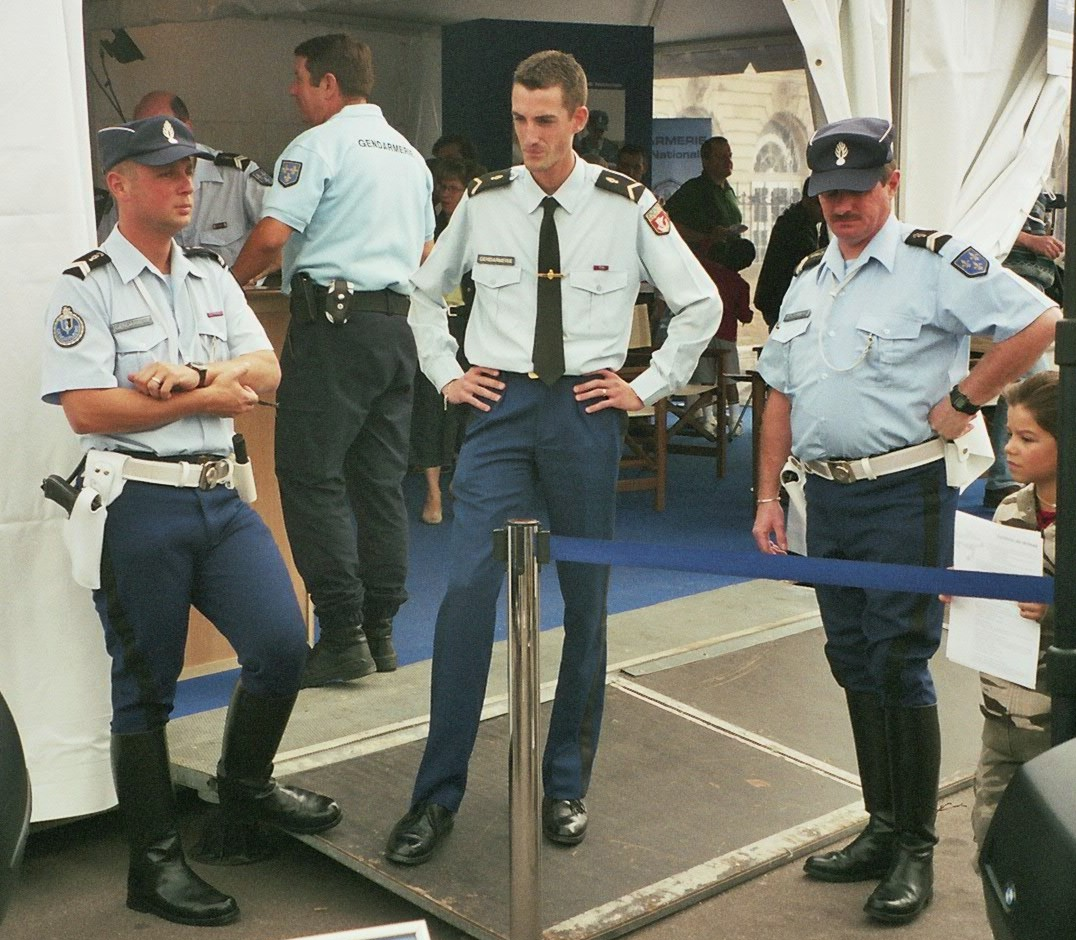
Gendarmi

È incaricata delle missioni di guardia e guardia d'onore alle più alte autorità dello stato e delle istituzioni.
È la sola forza armata autorizzata ad entrare nei palazzi istituzionali.
La guardia è presente all'Eliseo, al Senato, all'Assemblea nazionale, al Palazzo di Giustizia di Parigi e nei principali ministeri.
È composta da uno stato maggiore, da due reggimenti di fanteria e da un reggimento di cavalleria. Lo squadrone motociclisti è in forza al primo reggimento così come la fanfara. I membri dei suoi plotoni di intervento rinforzano regolarmente le forze di polizia e di gendarmeria in caso di missioni di mantenimento dell'ordine o trasferimenti particolari, ed in altre occasioni.

#### GIGN
Il Groupement d'intervention de la gendarmerie nationale, (raggruppamento di intervento della Gendarmeria nazionale), è composto circa da 320 persone (23 ufficiali di carriera ed un po' più di 300 sottufficiali di gendarmeria), specificatamente addestrate ed equipaggiate per far fronte alle missioni più impegnative.
Basato a Versailles, il GIGN comprende:
- Il Centro di Formazione, dove vengono addestrate le nuove reclute del gruppo di sicurezza ed intervento ma anche il personale destinato alla protezione delle ambasciate od ai servizi di scorta alle personalità.
- Il Gruppo di intervento della gendarmeria nazionale, creato nel 1974 (GIGN)
- Lo squadrone d'intervento paracadutisti della gendarmeria nazionale (EPIGN)
- Il Gruppo di Sicurezza della Presidenza della Repubblica (GSPR)

#### IRCGN
L'Istituto di ricerca criminale della gendarmeria nazionale (IRCGN) è situato a Rosny-sous-Bois (Senna-Saint-Denis, 93)
L'unità della gendarmeria per l'identificazione delle vittime delle catastrofi (UGIVC), è parte integrante dell'Istituto.

## Mezzi aerei
| Aeromobile                   | Origine        | Tipo                    | Versione (denominazione locale) | In servizio (2023) | Note | Immagine |
| Elicotteri                   |                |                         |                                 |                    | |          |
| Aérospatiale AS 350 Écureuil | Francia        | elicottero da trasporto | AS 350BAAS 350B2                | 1511               | 30 tra AS 350BA e AS 350B2 consegnati a partire dal 1982. |          |
| Eurocopter EC 135            | Francia        | elicottero da trasporto | EC 135T2+                       | 15                 | 15 EC 135 acquistati a partire dal 2006. |          |
| Eurocopter EC 145            | Francia        | elicottero da trasporto | EC 145GN                        | 15                 | 15 EC 145 consegnati, 8 dei quali sono stati ordinati nel 1999 e 7 nel 2006, con i primi esemplari del primo ordine consegnati a partire dal 2002. Ulteriori 6 H145 ordinati a gennaio 2024. |          |
| Airbus Helicopters H160      | Unione europea | elicottero da trasporto | H160                            | 0                  | 10 H160 ordinati a novembre 2020, che dovrebbero essere consegnati tra il 2023 ed il 2026.                                                                                                   |          |

## Cigaville, città di addestramento
Cigaville è una città ricostruita per l'addestramento operativo della gendarmeria. Si trova a
Saint-Astier nel dipartimento della Dordogna. Tutti gli squadroni della Gendarmeria Mobile si addestrano periodicamente nella finta città.

## Tenuta
Dopo il cappello a tre punte, poi il bicorno, i gendarmi sono rimasti per lungo tempo fedeli al kepi. Malgrado tutto, una modifica della divisa è stata intrapresa nel 2004 per dotare i militari di nuove uniformi, più pratiche. In questa nuova tenuta, un berretto sostituisce il kepi che è utilizzato solo per le missioni di rappresentanza.

Fregio della Gendarmerie nationale

L'uniforme di servizio indossata fino al 2004 non aveva subito cambiamenti dal 1990 con l'apparizione del pullover e di un vestito nero microporoso. La nuova tenuta è più moderna e più confortevole in relazione ai numerosi servizi esterni sotto tutte le condizioni climatiche.

## Cinema
Esiste una serie di celebri film sulla gendarmeria, in molti dei quali vi si ritrova Louis de Funès come protagonista: (Il Gendarme di Saint-Tropez, le Gendarme en balade...).
In televisione, due serie sono dedicate alla gendarmeria: Il comandante Florent (Une femme d'honneur) e Section de recherches (in Italia Sulle tracce del crimine).

## All'estero
Il termine gendarme deriva da gens d'armes, il che evidenzia l'origine francese della gendarmeria.
Il termine si è diffuso successivamente anche all'estero in paesi francofoni e non francofoni.
Esempio "curioso" dell'esportazione del termine: in Turchia, il termine gendarme è stato turchicizzato in Jandarma, parola che definisce la polizia militare dello stato a maggioranza musulmana.